# 朱榮 (正統進士)
朱榮（1416年—？），字廷寵，福建漳州府長泰縣人，匠籍。明朝政治人物。進士出身。

## 生平
正統三年（1438年）戊午科福建鄉試第三十六名。正統七年（1442年）壬戌科會試第七十七名，殿試登進士第二甲第八名。

## 家族
曾祖父朱銘甫。祖父朱若茂。父亲朱彥緝。